# Don't Look Back (videojuego)
Don't Look Back es un juego de plataformas hecho en Adobe Flash y diseñado por Terry Cavanagh. El juego es una interpretación moderna de la leyenda griega de Orfeo y Eurídice.
El juego es una combinación de dos ideas: Cavanagh deseaba crear un «shooter tonto» donde las acciones del jugador fueran «redimidas» tras ser mostradas desde una perspectiva diferente, y también deseaba crear un juego donde la jugabilidad fuese una metáfora de las acciones del jugador.
Los críticos aclamaron la adictividad y presentación del juego, pero tuvieron opiniones diferentes acerca de su alto nivel de dificultad.

## Jugabilidad
El juego es una interpretación de la leyenda de Orfeo y Eurídice con gráficos estilizados que se asemejan a aquellos producidos por la consola de juegos Atari 2600.
Los jugadores controlarán a un hombre que comienza el juego frente a la tumba de su amante. Tras encontrar una pistola, desciende al inframundo para encontrar el espíritu de la fallecida y llevarla de regreso a la superficie. Los jugadores tienen una cantidad infinita de intentos para repetir cada una de las pantallas del juego; la pantalla deberá ser repetida si el jugador toca a un enemigo u obstáculo, y también si el jugador mira a su amante una vez que haya sido rescatada. El juego consiste en cruzar pozos de lava saltando por plataformas, esquivando otros obstáculos, venciendo enemigos como arañas y murciélagos, y venciendo jefes. Tras rescatar al espíritu del inframundo, el jugador llega a la lápida donde comenzó el juego solo para ver que el hombre seguía de pie frente a ella. Tanto el personaje jugador como el espíritu desaparecen, dejando a la otra figura sola frente a la lápida. El viaje es una fantasía; una vez completado, el jugador es confrontado por la realidad de la figura lamentándose en silencio.

## Desarrollo
Don't Look Back es una combinación de dos ideas separadas, una de ellas fue descrita por Cavanagh como «un shooter tonto o algo así», el cual sería «redimido» por un giro argumental que mostraría las acciones del jugador desde otra perspectiva. La otra idea fue crear un juego donde la jugabilidad en sí fuese «una metáfora de algo más que le está sucediendo al jugador».

## Recepción
En un principio, el port de iOS fue rechazado por Apple debido a que su material publicitario afirmaba que «no hay compras dentro de la aplicación ni nada de esas tonterías».
Los periodistas elogiaron a Don't Look Back en general, particularmente su presentación. Jim Rossignol de Rock Paper Shotgun describió a Don't Look Back como «simplista, pero muy complicado», añadiendo que «está muy bien hecho». El desarrollador de juegos independiente Derek Yu dijo que es un juego ambiental similar a Seiklus, pero «más centrado y desafiante», y que el juego es gratificante para los fanes del género. Tim Rose de IndieGames.com dijo que el juego es «simplemente brillante» y «gran diversión de plataformas que merece ser jugado». Madeline Blondeau de la revista Paste felicitó la estética minimalista del juego, afirmando que permitía una interpretación abierta que invocaba un sentimiento personal en los jugadores. El personal de la revista de videojuegos The Escapist consideró al juego adictivo, «un ejemplo perfecto de hacer más con menos», y dijeron que posee una «maravillosa estética inquietante».
En una examinación positiva de Don't Look Back, la diseñadora de juegos Emily Short (escribiendo para Gamasutra) dijo que el juego «no es una obra maestra», pero señaló que ilustra «los métodos por los cuales una obra maestra será escrita un día». También señaló el hecho de que la dificultad del juego lo elevó de una forma que resultaría imposible para los cuentos tradicionales del mito de Orfeo (ópera, esculturas, pinturas y literatura). Por medio del forcejeo el jugador logra identificarse con Orfeo a un nivel más profundo. Blondeau ofreció un punto de vista similar acerca de la dificultad que sumaba a la experiencia del juego, afirmando que la mecánica de atravesar el inframundo en sentido contrario representaba una diégesis en su jugabilidad. También declaró que, por medio de la jugabilidad y narrativa entrelazadas, el juego se convierte en una «reflexión contundente y meditativa sobre el amor, la pérdida y el espacio liminal agónico entre ambos».
El juego fue incluido en el libro «Los 250 juegos indie que debes jugar» del periodista de juegos Michael Rose en 2014, y ha sido acreditado como la razón por la que Cavanagh obtuvo un reconocimiento general.